# Peter Neufeld
Peter J. Neufeld, född 17 juli 1950 i Brooklyn i New York, är en amerikansk advokat och lärare. Han är mest känd för att ha varit en av åtta försvarsadvokater som ingick i advokatkonstellationen som företrädde O.J. Simpson i en av modern tids mest uppmärksammade rättegångar rörande morden på Simpsons före detta fru Nicole Brown Simpson och hennes vän Ron Goldman, som knivmördades den 12 juni 1994 i Brentwood i Kalifornien. Amerikansk media namngav advokatkonstellationen med namnet Dream Team på grund av att alla var stjärnadvokater och nationellt uppmärksammade. Neufeld var en av två som hade expertis om DNA och kriminalteknik inom Simpsons försvar. De försvarade Simpson framgångsrikt och han blev friad den 3 oktober 1995 när domare Lance Ito läste upp juryns beslut.
Han var lärare vid Fordham School of Law och lärde ut att försvara i rättegångar mellan 1988 och 1991. Neufeld och Barry Scheck, en av försvarsadvokaterna till O.J. Simpson, grundade tillsammans Innocence Project som arbetar för att få oskyldigt dömda personer friade via DNA. Han sitter i kommissioner rörande kriminalteknik åt både delstaten New York och USA:s justitiedepartement.
Neufeld avlade kandidatexamen i historia vid University of Wisconsin–Madison och en juris doktor vid New York University School of Law.